# Samir Moussaoui
Samir Moussaoui (arabisch سمير موسوي, DMG Samīr Mūsawī; * 15. Mai 1975 in Bordj Bou Arreridj) ist ein ehemaliger algerischer Leichtathlet, der sich auf den Langstreckenlauf spezialisiert hat. Aktuell ist er Inhaber des Landesrekordes über 10.000 Meter.

## Sportliche Laufbahn
Erste Erfahrungen bei internationalen Meisterschaften sammelte Samir Moussaoui vermutlich bei den Crosslauf-Weltmeisterschaften 1994 in Budapest, bei denen er in 26:15 min den 47. Platz im Juniorenrennen belegte. Im Juli belegte er bei den Juniorenweltmeisterschaften in Lissabon in 14:03,75 min den sechsten Platz über 5000 Meter. Bei den Crosslauf-Weltmeisterschaften 1997 in Turin wurde er in 37:38 min 77. über die Langdistanz und im Jahr darauf landete er bei den Crosslauf-Weltmeisterschaften in Marrakesch nach 36:28 min auf dem 48. Platz. Bei den Crosslauf-Weltmeisterschaften 1999 in Belfast erreichte er nach 43:20 min Rang 80 und im August gelangte er bei den Weltmeisterschaften in Sevilla mit 30:20,24 min auf den 27. Platz im 10.000-Meter-Lauf. Im Jahr darauf lief er bei den Crosslauf-Weltmeisterschaften 2000 in Vilamoura nach 36:26 min auf dem 20. Platz durchs Ziel und im September erreichte er bei den Olympischen Sommerspielen in Sydney mit 28:17,25 min im Finale den 16. Platz über 10.000 Meter. Bei den Crosslauf-Weltmeisterschaften 2001 in Ostende wurde er nach 41:38 min 39. über die Langdistanz und im August schied er bei den Weltmeisterschaften im kanadischen Edmonton mit 13:40,09 min in der Vorrunde über 5000 Meter aus. Daraufhin kam er bei den Mittelmeerspielen in Tunis über 10.000 Meter nicht ins Ziel. Bei den Crosslauf-Weltmeisterschaften 2002 in Dublin landete er nach 36:49 min auf dem 41. Platz und bei den Crosslauf-Weltmeisterschaften 2004 in Brüssel wurde er in 12:06 min 26. über die Kurzdistanz. Im Sommer nahm er über 5000 Meter an den Olympischen Sommerspielen in Athen teil und gelangte dort mit 14:02,01 min im Finale auf dem 14. Platz. Daraufhin gewann er bei den Panarabischen Spielen in Algier in 29:52,81 min die Silbermedaille über 10.000 Meter hinter dem Marokkaner Khalid El Aamri. Im Jahr darauf wurde er bei den Crosslauf-Weltmeisterschaften 2005 in Saint-Étienne in 12:28 min 40. über die Kurzdistanz, ehe er bei den erstmals ausgetragenen Islamic Solidarity Games in Mekka in 14:12,84 min die Bronzemedaille über 5000 Meter hinter dem Marokkaner Adil Kaouch und seinem Landsmann Khoudir Aggoune gewann. Bei den Crosslauf-Weltmeisterschaften 2006 in Fukuoka erreichte er nach 37:22 min den 37. Platz über die Langdistanz und 2008 beendete er seine aktive sportliche Karriere im Alter von 33 Jahren.
In den Jahren 2000 und 2001 wurde Moussaoui algerischer Meister im 5000-Meter-Lauf sowie 2008 über 10.000 Meter. 

## Persönliche Bestzeiten
- 1500 Meter: 3:41,06 min, 1. Juli 2004 in Annaba
- 3000 Meter: 7:44,43 min, 5. September 2004 in Rieti
- 5000 Meter: 13:18,99 min, 31. Juli 2004 in Heusden-Zolder
- 10.000 Meter: 28:01,34 min, 30. Juli 1999 in Stockholm